# Félin rampant mochica
 (septembre 2009).
Si vous disposez d'ouvrages ou d'articles de référence ou si vous connaissez des sites web de qualité traitant du thème abordé ici, merci de compléter l'article en donnant les références utiles à sa vérifiabilité et en les liant à la section « Notes et références ».

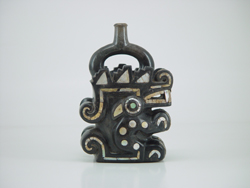
Vue de profil de la pièce (musée Larco).

Le Félin rampant mochica est un vase à anse-étrier spécifique datant du IIe au IXe siècle. Cette effigie en céramique Moche est actuellement dans la collection du musée Larco, à Lima, Pérou. Il vient de la côte nord du Pérou. Il représente un personnage zoomorphe, un chien lunaire ou un félin rampant.
Il est également appelé « le dragon », « le chien lunaire » ou « le monstre lunaire ». Il s'agit d'une céramique à goulot anse étrier, qui représente un personnage zoomorphe : un chien lunaire, ou un félin rampant.

## Contexte
Dans les cultures septentrionales du Pérou, la céramique est le principal support pour transmettre les concepts religieux, et a été utilisée pour les principaux rituels funéraires, sacrificiels et de fertilité. Ce type de pièce a été trouvé dans le complexe funéraire d'un souverain moche et a été l'un des moyens les plus importants de l'honorer et de l'accompagner dans son voyage dans l'au-delà.
Les sociétés précolombiennes étaient des sociétés agricoles, leurs connaissances reposaient principalement sur l'observation du ciel (des étoiles, de la pluie, des changements climatiques...), de la terre (pour l'agriculture), et du monde souterrain (pour les plantes médicinales et les racines). Leur imaginaire était donc organisé selon ces trois niveaux du monde. Ils adoraient les animaux qui représentaient ces trois plans : l'oiseau pour le ciel et le monde supérieur, le monde des dieux, le félin pour la terre et le monde d'ici, le monde humain avec les reptiles (qui sont des serpents pour la plupart le temps) pour le monde souterrain, les enfers, le monde de la mort.
Les sociétés précolombiennes étaient les maîtres de la céramique ; ils ont atteint un niveau exceptionnel de qualité sculpturale due à une observation précise et patiente de la nature, de leur environnement et à l'étude méthodique des animaux et de leur morphologie.
Le haut niveau de leurs techniques sculpturales et picturales dans leurs céramiques leur a permis d'amplifier les détails dans la représentation de leurs sujets religieux. Le félin était l'un des animaux religieux symboliques les plus importants. Il apparaît beaucoup dans les cultures du nord et est devenu une source d'inspiration majeure pour les artistes péruviens de l'époque précolombienne. C'est un animal fort et courageux, et il est lié à la fertilité et à l'eau, car il provient des terres amazoniennes humides et fertiles.

## Interprétation
Cette pièce représente un animal mythique, moitié félin, du côté droit, moitié oiseau, du côté gauche. Le corps de l'animal est décoré d'incrustations de nacre et son œil est en turquoise.
La gueule du félin est disproportionnée et l'animal est assis sur son train arrière, les pattes levées, en position d'attaque. Les triangles de nacre représentent la crête de l'oiseau, symbole d'importance et de pouvoir. La crête est aussi le symbole d'union entre le monde d'en bas et celui d'en haut. Cela est d'une importance cruciale car cela explique un des concepts les plus importants de l'ancien Pérou : le monde d'en bas (celui de la terre) reçoit l'eau et la lumière du monde d'en haut, créant ainsi la vie.
Finalement, l'espèce de l'animal représentée ici est inconnue. Cet objet pourrait représenter un animal symbolique, mi-félin et mi-oiseau, décoré d'incrustations de nacre. L'œil de cette entité allégorique est en turquoise. Si nous regardons l'objet à droite, nous pouvons voir un félin ; tandis que si nous le regardons vers la gauche, nous pouvons voir un oiseau. L'œil est le lien entre les deux. Cet objet correspond au concept de la dualité créatrice, très importante dans les sociétés précolombiennes. Les triangles de nacre représentent la crête de l'oiseau, qui est un symbole d'importance et de puissance. Les crêtes sont en même temps un symbole de l'union entre le monde supérieur et celui des enfers. Ce qui est très important car cela explique l'un des concepts majeurs du Pérou ancien : le fait que le monde intermédiaire (le monde de la Terre) reçoit l'eau et la lumière venant du ciel, créant la vie.
On peut voir, par exemple, que ses oreilles ne ressemblent pas à celles d'un félin mais plutôt à celles d'un renard, animal qui, dans la pensée andine, fait le lien entre les différents mondes, les faisant ainsi entrer en contact. La pièce dans sa totalité exprime donc la notion de complémentarité, de rencontre entre les deux mondes, d'union des pouvoirs. Cette pièce est l'expression de la complémentarité, de deux mondes qui se rencontrent, unissent leur puissance. Il intrigue et attire la curiosité des touristes du musée Larco en raison de son aspect mystérieux et de l'évidente spiritualité qu'il porte.
- (en) Cet article est partiellement ou en totalité issu de l’article de Wikipédia en anglais intitulé « Moche Crawling Feline » (voir la liste des auteurs).